# Peresecina
Peresecina è un comune della Moldavia situato nel distretto di Orhei di 7.430 abitanti al censimento del 2004 e la città natale di Radu Sârbu